# Emilio Latorre Arango
Emilio Latorre Arango (Neira, 20 de noviembre de 1881-Manizales, 9 de octubre de 1944) fue un empresario cafetero y político colombiano.
Fue uno de los fundadores de la Federación Nacional de Cafeteros. Ocupó diversos cargos públicos a lo largo de su vida, entre ellos diputado a la Asamblea Departamental de Caldas, Alcalde de Neira, Alcalde de Armenia y Gobernador del Viejo Caldas.

## Reseña biográfica
Nació el 20 de noviembre de 1881, nieto de uno de los colones fundadores de Neira, al sur del entonces Estado Soberano de Antioquia. 
Para finales del siglo XIX, la colonización antioqueña llegaba a su fin. Al igual que casi todos los otros colonos, Francisco Latorre Gómez se estableció en pequeñas parcelas de su propiedad, en las que plantó café, motor de la naciente economía de las nuevas poblaciones. Tras el fin de la Guerra de los Mil Días, Latorre Arango hereda las plantaciones de su padre. De inmediato, comienza a negociar café en grandes cantidades en los pueblos del Viejo Caldas. En pocos años reúne más socios que a la vez se hacen con grandes cantidades de terrenos dedicadas al cultivo del café. A la par del crecimiento de su poder económico, crece su influencia pública. 
Así, en febrero de 1909 fue nombrado como el 16° alcalde de Armenia por el gobernador del Cauca, Clímaco Losada. Sin embargo, su gobierno fue efímero ya que no logró dirimir un conflicto por tierras al norte del municipio, siendo rápidamente reemplazado por Jesús Antonio Ocampo Calderón. 
Algunos años más adelante, es nombrado alcalde de su pueblo natal, teniendo resultados positivos en su mandato. En la década de los años 1920 participa en las reuniones que dieron lugar a la fundación de la Federación Nacional de Cafeteros. 
En 1930 llega a su fin la hegemonía conservadora y el recién electo presidente liberal Enrique Olaya Herrera nombra a Latorre Arango gobernador de Caldas. En su gestión, aunque breve, promovió el crecimiento de la industria del café. Desde la gobernación nombró a su primo Enrique Gómez Latorre como Alcalde de Manizales. Terminado su mandato, fue durante varios años diputado a la Asamblea Departamental de Caldas. 
Formó parte de los representantes caldenses a la Junta directiva de la Federación de Cafeteros. En 1942 se retira de la vida pública y cede su parte a su primo, quien la vende a los otros accionistas. Curiosamente, Gómez Latorre regresaría al negocio del café en la década de 1940, cuando es nombrado secretario del Comité Departamental de Cafeteros. 
Emilio Latorre Arango murió en Manizales en 1944 a la edad de 62 años.